# Radare2
Radare2 (также известный как r2) — свободный кроссплатформенный фреймворк для реверс-инжиниринга, написанный на Си, который включает дизассемблер, шестнадцатеричный редактор, анализатор кода и т. д. Используется при реверсе, отладке вредоносного ПО и прошивок.

## История и разработка
Проект radare начал разрабатывать хакер с ником pancake в 2006 году, и долгое время, по сути, он был единственным разработчиком. Изначально проект задумывался как шестнадцатеричный редактор с простым консольным интерфейсом, позволявший находить и восстанавливать данные с жестких дисков. Поэтому его называли «инструментом для компьютерной криминалистической экспертизы». В дальнейшем, по сообщению авторов, произошло изменение концепции проекта, и целью разработчиков стало создание полноценной платформы, предназначенной для анализа бинарных файлов, в частности — исполняемых.
В 2010 году произошел «редизайн» фреймворка, после чего проект стал разрастаться и пополняться новыми функциями, что позволило его использовать не только как редактор, но и как дизассемблер и анализатор как кода, так и шелл-кодов.

## Состав radare2
Фреймфорк radare2 доступен в виде библиотек и утилит:
- Rasm2 — ассемблер/дизассемблер фреймворка, выполнен как отдельное приложение и позволяет дизассемблировать как файлы, так и отдельные строки.
- Rabin2 — утилита для работы с различными исполняемыми файлами (ELF, PE, Java class, Mach-O). Используется для получения различной информации о файле: импортируемых функций, экспортируемых символов, секций, подключаемых библиотек и прочего.
- Rahash2 — утилита для получения хеш-значений во многих форматах как от файлов, так и от определённых частей данных.
- Radiff2 — утилита для сравнения двоичных файлов.
- Rafind2 — утилита для поиска как строк с помощью и без регулярных выражений, так и данных в шестнадцатеричном формате или по двоичному шаблону.
- Ragg2 — экспериментальная утилита для компиляции небольших программ для архитектур x86/x64 и ARM.
- Rax2 — утилита для конвертации данных в различных форматах.
- Rarun2 — позволяет запускать программу с различными параметрами среды, аргументами, правами и каталогами.
- Radeco[7] — декомпилятор.

## Cutter
Cutter — интерактивный дизассемблер основанный на radare2.

## Поддерживаемые архитектуры/форматы файлов
| Поддерживаемые микроархитектуры | Поддерживаемые форматы файлов |
| --- | --- |
| - i4004 - Семейство Intel x86/x86-64 - ARM - Серия Atmel AVR - Brainfuck - Motorola 68k - Hitachi/Renesas H8/300 - Ricoh 5A22 - MOS 6502 - Smartcard PSOS Virtual Machine - виртуальная машина Java - Семейство MIPS: mipsb/mipsl/mipsr/mipsrl/r5900b/r5900l - PowerPC - Семейство SPARC - TMS320Cxxx - Argonaut RISC Core - Серия Intel 51: 8051/80251b/80251s/80930b/80930s - Zilog Z80 - LH5801 - CR16 - Cambridge Silicon Radio (CSR) - Android/VM Dalvik - DCPU-16 - байт-код EFI - Gameboy - байт-код Java - Malbolge - MSIL/CIL - Nios II - SuperH - SPC700 - System z - TMS320 - V850 - Whitespace - XCore - Pebble | - COFF и производные, в том числе Win32/64 PE - ELF и производные - Mach-O (Mach) и производные - картриджи Game Boy и Game Boy Advance - MZ (MS-DOS) - классы Java - dyld дампы кэша - Dex (Dalvik EXecutable) - Xbox (формат xbe) - исполняемые файлы Plan9 - виртуальная машина фильтров Winrar - файловые системы (семейство ext, ReiserFS, HFS+, NTFS, FAT и др.) - форматы отладочной информации DWARF и PDB - бинарные файлы без формата (Raw binary) |

## История версий
| Цвет    | Значение       |
| ------- | -------------- |
| Красный | Старая версия  |
| Зелёный | Текущая версия |

| Версия radare2 | Дата выпуска   | Особенности |
| -------------- | -------------- | --- |
| 0.9.2          | 2 октября 2012 | - Поддержка новых CPU: Z80, dcpu16, m68k и arc. - Добавлена поддержка следующих платформ: dalvik, mips, arm. - Добавлена обработка zip:// и apk://. - Улучшен анализатор 16-битного x86-кода. - Добавлено множество команд, таких как ?i, ?I, ?k, b+, b- и т. д. - Теперь требуется valabind 0.7.2. - Исправлена ошибка при декодировании опкода FF25 в архитектуре x86_64. - Начата реализация поддержки DWARF. - Добавлена поддержка jmp [(rip+)0xoffset] и call [(rip+)0xoffset]. |
| 0.9.6          | 11 ноября 2013 | - Поддержка цветовых схем и вывода стрелок/рамок символами юникода. - Расположение конфигурационных файлов приведено в соответствии со спецификациями XDG. - Поддержка платформ AArch64, Texas Instruments C55x+, 8051, ARCompact. - Автоматическое распознавание и загрузка исполняемых файлов TE (Terse Executable), образов BIOS/UEFI. - Поддержка классов Java 7. - Поддержка объявления типов структур и множеств, например командой 'td'. - Python-биндинги переписаны с использованием ctypes, вместо swig. - Поддержка биндингов на Java JNI и D. - Для упрощения работы в r2 добавлена базовая поддержка команд 'clear', 'ls', 'cat', 'cd', 'pwd'. - Все команды могут быть соединены через пайпы '\|' как и в обычном POSIX shell. - Начат рефакторинг и переход ядра на SDB (простая база данных «ключ-значение») для хранения метаинформации (функции, метки, комментарии и многое другое). |
| 0.9.9          | 5 июня 2015    | |
| 1.0            | 6 ноября 2016  | Добавлено автодополнение команд, цветовые темы, форматы menuetOS, KolibriOS, DOS4GW, улучшены парсеры PE, MACH0, ELF, COFF символов, улучшена поддержка Android |
| 1.0.2          | 8 ноября 2016  | |